# Edgardo Rosales
Edgardo Rosales (ou Edgar Rosales) est un joueur de congas (conguero), de maracas, de timbales et de cencerro, qui a notamment joué dans le Cal Tjader's Modern Mambo Quintet de Cal Tjader en 1954.

## Biographie
Il est né [Quand ?] à [Où ?] au Nicaragua.

## Discographie
- La Salsa Es Mi Vida (LP) [Quand ?]

## Musicien de groupe
Pour Cal Tjader dans le Cal Tjader's Modern Mambo Quintet (avec Cal Tjader (vibraphone) ; Manuel Duran (piano) ; Carlos Duran (contrebasse) ; Bayardo Velarde (bongos, timbales) ; Edgard Rosales (congas, maracas)).
- Cal Tjader Mambo With Tjader  (Fantasy F-3202). Incluant des notes de références de H. Claire Kolbe.
- 1954 : pour Cal Tjader - « Tjader Plays Mambo » (Fantasy F-3221).

## Style de musique
Mambo, Latin jazz, jazz afro-cubain, salsa.